# D・キッサン
D・キッサン（ディー キッサン、1月2日 - ）は、日本の漫画家。

## 来歴
『共鳴せよ!私立轟高校図書委員会』でデビューする。
2010年5月、初の短編集『D・キッサン短編集 矢継ぎ早のリリー』を発売。おがきちかの『Landreaall』第16巻も同日に発売され、これを記念して合同サイン会を開催。
2010年、宮崎県の口蹄疫被害の義援活動として企画されたチャリティー同人誌の製作に参加。
2010年8月、『月刊コミックZERO-SUM』（一迅社）10月号より、『千歳ヲチコチ』の連載を開始。2011年8月に『千歳ヲチコチ』の単行本第1巻と2冊目の短編集『D・キッサン短編集2 ゆり子には内緒』を同時発売。2013年7月10日より同作が『ゼロサムオンライン』（同）へ移籍。
2013年8月24日から『千歳ヲチコチ』の単行本第4巻の発売を記念して、有隣堂横浜駅西口コミック王国にて本作と『共鳴せよ!私立轟高校図書委員会』が展示される原画展を開催。
2014年3月、『ゼロサムWARD』（同）No.38より『しかしなにもおこらなかった』の連載を開始。
2017年10月、『ミステリーボニータ』（秋田書店）11月号より『告別にはまだ早い』の連載を開始。単行本化の際にはサブタイトルがつき『告別にはまだ早い〜遺言執行人リリー〜』となる。
2021年3月、『エレガンスイブ』（同）5月号より『乙女散るらん〜大正女學生物語〜』の連載を開始。同年11月、『月刊コミックZERO-SUM』12月号にて平安時代を舞台に紫式部を描いた『神作家・紫式部のありえない日々』の連載を開始。

## 作品リスト

### 連載
- 共鳴せよ!私立轟高校図書委員会（『月刊コミックZERO-SUM』2006年[15] - 2009年9月号[16]、全7巻、完全版上下巻[15]）
- 千歳ヲチコチ（『月刊コミックZERO-SUM』2010年10月号[4] - 2013年7月号→『ゼロサムオンライン』2013年7月10日[6] - 2016年3月4日[17]、全8巻）
- しかしなにもおこらなかった（『ゼロサムWARD』No.38[8] - No.40） - 『平和な学校』に収録
- 英雄の親（『ゼロサムWARD』） - 『平和な学校』に収録
- 告別にはまだ早い〜遺言執行人リリー〜（『ミステリーボニータ』2017年11月号[9][10] - 2018年12月号[18]、全2巻）
- 三千世の心中（『コミックジンガイ』、全1巻）
- 乙女散るらん〜大正女學生物語〜（『エレガンスイブ』2021年5月号[13] - 2021年9月号[19][20]）
- 神作家・紫式部のありえない日々（『月刊コミックZERO-SUM』2021年12月号[14] - 、既刊6巻）

### 読み切り
- 外天の暁（『ゼロサムオリジナルアンソロジーシリーズArcana vol.3 王子&姫』収録、2007年4月25日発売） - 短編集『ゆり子には内緒』に収録
- 文字屋かわほり（『ゼロサムオリジナルアンソロジーシリーズArcana vol.7 魔法使い・術師』収録、2008年4月25日発売） - 短編集『ゆり子には内緒』に収録
- ENGIメーカー（『ゼロサムオリジナルアンソロジーシリーズArcana vol.9 変化☆擬人化』収録、2008年10月25日発売） - 短編集『ゆり子には内緒』に収録
- ゴマとマメ（『ゼロサムオリジナルアンソロジーシリーズArcana vol.13恋愛・逆ハーレム』収録、2009年10月24日発売） - 短編集『ゆり子には内緒』に収録
- 志能便の手（『ゼロサムオリジナルアンソロジーシリーズArcana vol.14 忍者』収録、2010年1月25日発売） - 短編集『ゆり子には内緒』に収録
- 不器用の作法（『ゼロサムオリジナルアンソロジーシリーズArcana vol.15 学園・制服』収録、2010年4月24日発売） - 短編集『ゆり子には内緒』に収録
- こゆび姫（『ゼロサムオリジナルアンソロジーシリーズArcana vol.16 童話・おとぎ話』収録、2010年7月24日発売） - 短編集『ゆり子には内緒』に収録
- 切望の娘（『ゼロサムWARD』2011年No.19[21]） - 短編集『ゆり子には内緒』に収録[5]
- 四年目（『ゼロサムWARD』2011年No.21[22]） - 短編集『ゆり子には内緒』に収録[5]
- ゆり子には内緒（『ゼロサムWARD』2011年No.22[23]） - 短編集表題作[5]
- 平和な学校 - 『平和な学校』に収録
- わたしと、家（アンソロジー『異種恋愛物語集 第三集』収録、2016年11月25日発売[24]）
- みすてあい（『先生×生徒アンソロジー』収録[25]、2017年9月発売[26]）

### アンソロジー
- 最遊記ANTHOLOGY（2010年7月24日発売[27]、一迅社） - 漫画[27]
- カーニヴァル アンソロジー（2013年6月発売[28]、一迅社）

## その他
- 美術男子（2010年10月8日発売[29]、一迅社） - ブリューゲルのイラスト担当[29]。
- 『Landreaall』連載100回達成記念企画（『月刊コミックZERO-SUM』2011年8月号[30]） - お祝いイラストと漫画[30]
- 文学男子（2011年7月12日発売[31]、一迅社） - アンデルセンのイラスト担当[31]
- 『拝み屋横丁顛末記』連載100話達成記念特別編（『月刊コミックZERO-SUM』2012年2月号[32]） - ゼロサム連載作家が分担して作画[32]
- 『神クズ☆アイドル』応援イラスト（『神クズ☆アイドル』公式Twitter、2022年6月[33]）